# Jan Kubičík
Jan Kubičík (Brno, 19 gennaio 1996) è uno snowboarder ceco.

## Biografia
In Coppa del Mondo ha esordito l'11 marzo 2014 a Veysonnaz (39ª).
Nel 2018 ai XXIII Giochi olimpici invernali a Pyeongchang venendo eliminato nelle batterie e concludendo in trentacinquesima posizione nella gara di snowboard cross.

## Palmarès

### Mondiali juniores
- 1 medaglia:
  - 1 bronzo (snowboard cross a squadre a Rogla 2016)

### Coppa del Mondo
- Miglior piazzamento nella Coppa del Mondo di snowboard: 41º nel 2016